# Akutni bakterijski meningitis
Akutni bakterijski meningitis je hudo in hitro potekajoča bakterijska okužba ovojnic centralnega živčevja (mening). Kaže se z glavobolom, povišano telesno temperaturo in otrdelim vratom. Brez hitrega zdravljenja hitro nastopi koma in smrt. Možni zapleti so vnetje žil (vaskulitis), možganska kap, hidrocefalus, možganski absces in možganski edem.

## Epidemiologija
Število primerov na leto (incidenca) se med državami in raznimi etičnimi skupinami razlikuje, nanjo pa vpliva tudi socialni status in programi cepljenja. Za meningitisom oboli nekako 1-2/100.000 prebivalcev. Pojavlja se v katerikoli starosti, najpogosteje pa v prvih mesecih življenja.

## Etiologija
Meningitis lahko povzroča mnogo bakterij, najpogostejši povročitelji pa so streptokoki skupine B v prvih mesecih življenja ter Neisseria meningitidis (meningokok) in Streptococcus pneumoniae (pnevmokok) kasneje.
Meningokoki se nahajajo v nosnem delu žrela (nazofarinks) pri približno 5% ljudi in se širijo s kapljicami in tesnim stikom. Samo majhen delež prenašalcev zboli za meningitisom, ni pa znano, zakaj so ti bolj občutljivi kot drugi. Meningokokni meningitis se najpogosteje pojavi v prvem letu življenja in lahko povzroča epidemije med ljudmi, ki so v tesnem stiku (vojašnice, šole, domovi ...). Obstaja vsaj 13 skupin meningokokov, vendar sta najpomembnejši skupina B (povzroča največ okužb med meningokoki) in C (povzroča največ smrti).
Pnevmokoki so najpogostejši povzročitelji meningitisa pri odraslih. Še posebej so ogroženi alkoholiki in osebe s kroničnim vnetjem ušes, vnetjem sinusov (sinusitis), uhajanjem likvorja, pnevmokokno pljučnico, anemijo srpastih celic ali odsotnostjo vranice. Pojavnost pnevmokoknega meningitisa pa se zmanjšuje zaradi rutinskega cepljenja.
Po Gramu negativi organizmi (najpogosteje Escherichia coli, Klebsiella sp, ali Enterobacter sp) lahko povzročajo meningitis predvsem pri osebah z oslabelim imunskim sistemom, po operacijah ali poškodbah centralnega živčevja, prisotnosti bakterij v krvi (bakteriemija), lahko pa so pridobljene tudi v bolnišnicah. Pseudomonas sp občasno povzroča meningitis pri imunsko oslabelih ali koloniziranih (naseljenih s to bakterijo) pacientih. Haemophilus influenzae tipa b je sedaj zaradi cepljenja postal redek povzročitelj meningitisa, še vedno pa lahko povzroča okužbe pri imunsko oslabelih, pri necepljenih ali po poškodbah glave. Pred uvedbo cepiva, pa je bil to najpogostejši povzročitelj meningitisa pri otrocih starih od 1 meseca do 4 let.
Stafilokokni meningitis se lahko pojavi po penetrantnih poškodbah glave ali nevrokirurških postopkih (pogosto kot del mešane okužbe) ali po prisotnosti bakterij v krvi (bakteriemiji). Listerije lahko povzročajo meningitis pri katerikoli starosti, so pa predvsem pogoste pri imunsko oslabelih pacientih zaradi kronične ledvične odpovedi, hepatitisa, kortikosteroidov ali citotoksične terapije po presaditvi organov. Listeria monocytogenes pogosteje povzroča meningitis tudi pri nosečnicah in pri novorojenčkih. Pri novorojenčkih pa drugače največ okužb povzročijo streptokoki skupine B (S. agalactiae) in bakterije črevesne flore (E. coli, Proteus in Pseudomonas).

## Patofiziologija
Bakterije do možganskih ovojnic najpogosteje pridejo prek krvi iz nosnega dela žrela ali drugih žarišč, kjer poteka kolonizacija ali okužba (npr. pljučnica). Ni jasno, zakaj so nekatere bakterije bolj nagnjene k temu, da se naselijo v centralnem živčevju, kaže pa, da imajo pri tem vlogo vezalni laski (pilusi) in endokapsulacija. Prehod v centralno živčevje pospešijo receptorji (na horoidnem pletežu) za te piluse in nekatere druge sestavine na površini bakterij.
Bakterije lahko v centralno živčevje vstopijo tudi z neposrednim širjenjem iz okužbe v okolici (sinusitis, mastoiditis) ali prek odprtin v poteh likvorja, ki so normalno zaprte (meningomielokela, penetrantne poškodbe, nevrokirurški posegi ...).
Sestavine na površini bakterij, komplement in vnetni citokini (tumor nekrotizirajoči faktor, interlevkin 1) privlačijo levkocite, natančneje nevtrofilce v prostor med možganskimi ovojnicami, kjer se nahaja likvor. Nevtrofilci nato sproščajo metabolite,  ki poškodujejo celične membrane, tudi tiste, ki se nahajajo na notranji plasti žile (žilnem endoteliju). Rezultat je vnetje žile (vaskulitis) in vnetje stene ven z nastankom krvnih strdkov (tromboflebitis), kar pripelje do žariščne slabše prekrvavljenosti (ishemije) ali infarktov ter otekanja možganov (možganski edem). Vaskulitis prav tako poruši krvno-možgansko pregrado, kar še dodatno prispeva k razvoju možganskega edema.  Gnojni izcedek (eksudat) v likvorju blokira reabsorpcijo likvorja v arahnoidnih vilusih, kar povzroči nastanek hidrocefalusa. Možganski edem in hidrocefalus pa povečata pritisk znotraj lobanje (intrakranialni tlak).
Sistemski zapleti so znižane vrednosti natrija v krvi (hiponatremija) zaradi sindroma neprimernega izločanja antidiuretičnega hormona (SIADH), diseminirana intravaskularna koagulacija (DIK) in septični šok. Občasno lahko pride tudi do  obojestranskega hemoragičnega infarkta nadledvičnih žlez (Waterhouse-Friderichsenov sindrom).

## Simptomi in znaki
Tipični znaki meningitisa (meningealni znaki) so vročina, glavobol, otrdel vrat in bruhanje, pred temi pa se pogosto pojavijo znaki bolezni dihal ali boleče grlo. Kernigov in Brudzinskijev znak sta pozitivna pri približno polovici obolelih. Odrasli lahko v 24 urah postanejo hudo prizadeti, otroci pa še hitreje. Epileptični napadi se pojavijo pri približno 30%, nenormalnosti v delovanju možganskih živcev (pareza očesnega živca, obraznega živca, gluhost) in ostali žariščni nevrološki znaki pa pri 10–20%. Pri bolnikih starejših od 2 let se zavest spreminja od razdražljivosti, zmedenosti, dremavosti in stuporja vse do kome. Pride lahko tudi do opistotonusa.
Dehidracija je pogosta in vaskularni kolaps povzroči šok. Okužbe, predvsem meningokokne, se lahko razširijo v sklepe, pljuča, sinuse in drugam. Pri meningokoknih meningitisih se pogosto pojavi tudi petehialni ali purpurni izpuščaj. Pregled ušes, glave, hrbtenice in kože lahko odkrije mesto vstopa okužbe. Jamice, odprtine, znamenja ali čopi dlak nad hrbtenico nakazujejo na mielomeningokelo.
Pri otrocih, mlajših od 2 let so lahko meningelani znaki odsotni, pri mlajših od 2 mesecev pa so simptomi in znaki pogosto neznačilni, predvsem zgodaj v bolezni. Vročina, hiponatremija, zmanjšan apetit, letargija, bruhanje in razdražljivost so pogosto prisotni. Epileptični napadi, visok jok in izbočene mečave so lahko prisotne, vendar se pojavijo pozno. Subduralni izliv se lahko razvije v nekaj dneh, z znaki epileptičnih napadov, vztrajajoče vročine in povečevanja velikosti glavice.
Tudi pri starejših so lahko simptomi neznačilni (zmedenost, občasno vročina). Meningealni znaki so lahko odsotni ali le blago izraženi. Artritis lahko omejuje gibljivost vratu, česar ne smemo zamenjati z otrdelim vratom pri meningitisu.
Včasih se zgodi, da bolniki pridejo k zdravniku v zgodnjem obdobju bolezni, ko meningealni znaki še niso razviti, in so napačno diagnosticirani kot vnetje srednjega ušesa ali sinusitis ter dobijo oralne antibiotike.  Ti antibiotiki lahko okužbo živčevja delno omilijo in bolniki ne izgledajo hudo prizadeti in imajo slabše razvite meningealne znake in počasnejše napredovanje meningitisa. V takšnem primeru je prepoznavanje meningitisa lahko precej oteženo.

## Diagnoza
Na akutni bakterijski meningitis moramo pomisliti pri otrocih mlajših od 2 let, ki so letargični (globokemu spanju podobno stanje), vedno bolj razdražljivi, imajo visoko zveneč jok, izbočene mečave, meningealne znake ali hiponatremijo. Pri starejših od 2 let pa pomislimo na meningitis, če pride do nepojasnjene spremembe zavesti, predvsem pri tistih, ki imajo vročino in dejavnike tveganja.
Ker je bakterijski meningitis, še posebej če je meningokokni, lahko smrten v nekaj urah, ga je potrebno čim prej prepoznati in zdraviti. Potrebna je lumbalna punkcija, zaradi katere pa se dajanje antibiotikov in kortikosteroidov ne sme zavleči.
Pritisk v cerebrospinalnem (možgansko-hrbtenjačnem) kanalu, kjer se nahaja likvor je lahko dvignjen. Barvanje po Gramu pokaže prisotnost organizmov v likvorju v 80% primerov.  Nevtrofilcev v likvorju je po navadi več kot 2000/μL. Glukoza je nižja kot 40 mg/dL zaradi zmanjšanega prenosa glukoze v centralno živčevje in zaradi povečane porabe (nevtrofilci in bakterije). Proteini so povišani, več kot 100 mg/dL. Kulture so pozitivne v 90%, lahko so lažno negativne pri delno zdravljenih pacientih. S testi lateksne aglutinacije lahko dokažemo meningokoke, pnevmokoke, H. influenzae tipa b, streptokoke skupine B in E. coli. Vendar se ti testi ne izvajajo rutinsko, saj k drugim rutinskim testom le malo prispevajo. Če so kulture negativne, je lahko včasih koristen PCR.
CT je lahko normalen ali pa pokaže zmanjšane ventrikle, izbrisane sulkuse in pojačanje ob kontrastu prek konveksitet. MRI z gadolinijem je bolj občutljiv, vendar se ga običajno ne uporablja. Izvide je potrebno temeljito pregledati za morebitne možganske ognojke, sinusitis, mastoiditis in prirojene malformacije. Po nekaj dneh ali tednih se lahko pokažejo tudi znaki venskega infarkta ali komunikantnega hidrocefalusa.
Stanja, ki spominjajo na bakterijski meningitis se lahko od tega ločijo po kliničnih znakih, slikovni diagnostiki in z rutinskim testiranjem likvorja. Virusni meningitis lahko povzroča vročino, glavobol in otrdel vrat, vendar bolnik ne izgleda zelo prizadet, drugačni pa so tudi izvidi preiskave likvorja. Subarahnoidalna krvavitev povzroča hud glavobol in otrdel vrat, vendar je začetek nenaden in vročina po navadi odsotna, CT pokaže krvavitev, v likvorju pa so eritrociti ali pa je ksantokromičen. Možganski absces lahko povzroča vročino, glavobol ali zmanjšano zavest, vendar je vrat tipično gibljiv, razen če se je vsebina ognojka izlila v likvorski prostor in povzročila fulminanten meningitis. Hude sistemske okužbe (sepsa, infektivni endokarditis) lahko poslabšajo zaznavanje ali zavest zaradi vročine in zmanjšane prekrvavljenosti tkiv, vendar je likvor normalen in vrat gibljiv. Herniacija cerebelarnih tonzil zmanjša zavest (zaradi obstruktivnega hidrocefalusa) in povroči otrdel vrat, vendar ni prisotna vročina in CT ali MRI pokažeta premik možganov. Cerebralni vaskulitis (npr zaradi sistemskega lupusa eritematosusa) in cerebralna venska tromboza lahko povzročita blago vročino, glavobol in motnje zavesti ter blago vnetje mening, kar se kaže na izvidih preiskav likvorja podobno kot pri virusnem meningitisu.
Včasih lahko glive ali amebe (Naegleria) povzročijo akuten in hud (fulminanten) meningitis, ki lahko klinično poteka podobno kot bakterijski, pa tudi izvidi preiskave likvorja so podobni. Barvanje po Gramu in gojenje kultur ne pokaže bakterij, mikroskopski pregled likvorja pa lahko odkrije glive. Pri amebnem meningoencefalitisu lahko vidimo amebno gibanje povzročiteljev, te pa lahko tudi gojimo. Tuberkulozni meningitis je po navadi subakutni ali kronični, vendar je občasno tudi akuten. Vrednosti izvidov preiskav likvorja so nekje med tistimi za akutni bakterijski in aseptični meningitis. Potrebno je posebno barvanje (Ziehl-Neelson) za dokaz bakterij tuberkuloze.
Testi, ki se opravijo na krvi so gojenje bakterijskih kultur (pozitivne  v 50%), diferencialna krvna slika, elektroliti, glukoza, testi ledvičnih funkcij in strjevanja krvi (koagulacije). Meriti je potrebno koncentracijo Na2+ v krvi za prepoznavanje sindroma neprimernega izločanja ADH (SIADH) ter strjevanje krvi za prepoznavanje diseminirane intravaskularne koagulacije (DIK). Na kulturah se lahko goji tudi urin, zločke iz nosnega dela žrela in dihal ter kožne lezije.
Na Waterhouse-Friderichsenov sindrom moramo posumiti pri vsakem pacientu z vročino ki ostane v šoku kljub nadomeščanju volumnov in ki hitro razvija pikčaste krvavitve (purpuro) in znake DIK. Meri se koncentracija kortizola v serumu, opravijo se CT, MRI ali UZ nadledvičnih žlez.

## Prognoza in zdravljenje
Zgodnje dajanje antibiotikov in podporno zdravljenje je zmanjšalo smrtnost akutnega bakterijskega meningitisa na <10%. Vendar pa je smrt pogosta pri pozno zdravljenem meningitisu ali če se pojavi pri novorojenčkih, ostarelih ali imunsko oslabelih bolnikih. Slabši izid imajo tisti z nižjimi vrednostmi levkocitov (levkopenijo) ali če razvijejo Waterhouse-Friderichsenov sindrom. Preživeli lahko imajo posledice, kot so gluhost ali poškodbe ostalih možganskih živcev, možganske infarkte, epileptične napade, lahko pa so tudi umsko zaostali.
Če se sumi na akutni bakterijski meningitis je potrebno dati antibiotike in kortikosteroide takoj po odvzemu krvi. Če je diagnoza nejasna in bolnik ni zelo prizadet, se lahko z antibiotiki počaka dokler ne pridejo izvidi preiskav likvorja. Dajanje antibiotikov pred lumbalno punkcijo  poveča možnost lažno negativnih kultur, predvsem pri pnevmokokih, na ostale rezultate pa ne vpliva.

## Preventiva
Za otroke se priporoča konjugirano cepivo proti pnevmokokom, ki vključuje 7 serotipov, to je več kot 80% vseh organizmov, ki povzročajo meningitis. Rutinsko cepljenje proti H. influenzae tipa b je zelo učinkovito in se začne pri otrocih  starosti 2 mesecev. Otrokom starejšim od 2 let ki so imunsko oslabljeni ali imajo funkcionalno asplenijo, potnikom v endemične kraje in laboratorijskim delavcem ki delajo z meningokoknimi vzorci se daje kvadrivalentno meningokokno cepivo. Meningokokno cepivo bi bilo smiselno dajati tudi študentom v domovih in vojaškemu osebju.
Širjenje meningitisa  se prepreči z respiratorno izolacijo obolelih za vsaj prvih 24 ur terapije. Uporabljajo se rokavice, maske in zaščitne halje. Vsakomur, ki je bil z obolelim v tesnem stiku (družina, zdravstveno osebje) se daje profilaktična zdravila. Za meningokokni meningitis je to cepljenje in kemoprofilaksa (rifampin). Cepljenje je še posebej pomembno za preprečevanje epidemij. Kemoprofilaksa pa običajno ni potrebna za tiste, ki so bili v tesnem stiku z obolelim za pnevmokoknim meningitisom.